# Lex & Klatten (musikalbum)
Lex & Klatten er et album fra den danske komediegruppe Lex & Klatten, der udkom i 1997. Albummet modtog prisen for Årets Danske Entertainment Udgivelse ved Dansk Grammy i 1998.

## Spor
1. "For kendt" – 4:44
2. "Gab gab" – 3:02
3. "Rørvig" – 5:00
4. "Venner, med u foran" – 4:17
5. "Gokkesokken" – 4:00
6. "Englesang" – 4:01
7. "Armes huler" – 4:07
8. "Vi venter os en baby" – 3:02
9. "Johnny fra Skjern" – 3:38
10. "Københavnersangen" – 3:10
11. "Glasvandtis" – 4:49